# Мехтиев, Эйюб Хабиб оглы
Эйюб Хабиб оглы (Хабибович) Мехтиев (азерб. Əyyub Həbib oğlu Mehdiyev, 1904, Бюль-Бюли — ?) — азербайджанский советский учёный-нефтяник, изобретатель, доктор технических наук, директор Азербайджанского трубопрокатного завода (1945—1949) и Азербайджанского государственного нефтепроектного института (1954—1962), Заслуженный инженер Азербайджанской ССР, почётный нефтяник СССР, лауреат Сталинской премии 1950 года.
Являлся также партийным и политическим деятелем республики. Состоял членом ВКП(б) // КПСС (с 1927 года); был секретарём Бакинского комитета Азербайджанской коммунистической партии (большевиков) по машиностроению и электростанциям (1941—1942), заместителем секретаря Центрального комитета АКП(б) (1942—1945). Избирался депутатом Верховного Совета Азербайджанской ССР III созыва. Участник Великой Отечественной войны

## Биография

### Ранние годы
Эйюб Хабиб оглы Мехтиев родился 28 сентября 1904 года в селе Бюль-Бюли близ Баку Бакинской губернии. С 1927 года был членом Всесоюзной коммунистической партии (большевиков) (с 1952 года как Коммунистическая партия Советского Союза).
В 1932 году Эйюб Мехтиев окончил Московский нефтяной институт. В период с 1930 по 1941 год был директором Азербайджанского нефтемашиностроительного завода. В 1936 году Мехтиев предложил конструкцию цепного привода, у
которого преобразующий механизм располагался горизонтально, тогда как рама устанавливалась вблизи устья скважины. Опытные образцы таких приводов были реализованы в 1940-х годах в АзИНМАШ (Азербайджанский научно-исследовательский и опытно-конструкторский институт в Баку). В 1940 году в Московском нефтяном институте имени академика И. М. Губкина Мехтиев защитил диссертацию на степень кандидата технических наук на тему «Механическое регулирование давления на забое скважин как способ борьбы с выбросами». Оппонентом Мехтиева выступил Н. А. Сорокин. С 1941 по 1942 год был секретарём Бакинского комитета (БК) Азербайджанской коммунистической партии (большевиков) (АКП(б)). В 1942—1945 гг. был заместителем секретаря Центрального Комитета АКП(б).

### В годы войны
В годы Великой Отечественной войны Эйюб Хабиб оглы Мехтиев имел звание старшего лейтенанта, был награждён медалью «За оборону Кавказа». Указом Президиума Верховного Совета СССР № 605/150 от 6 февраля 1942 года за образцовое выполнение заданий Правительства по увеличению добычи нефти, производству оборонных нефтепродуктов и боеприпасов секретарь БК АКП(б) по машиностроению и электростанциям Эйюб Хабибович Мехтиев был награждён орденом Трудового Красного Знамени.
Указом Президиума Верховного Совета СССР № 220/443 от 31 марта 1945 года за успешное выполнение задания Государственного Комитета Обороны по сбору, переработке и обеспечению металлургических заводов металлическим ломом заместитель секретаря ЦК АКП(б) Эйюб Хабибович Мехтиев был награждён орденом Красной Звезды.

### Послевоенные годы и дальнейшая деятельность
С 1945 по 1949 год был директором Азербайджанского трубопрокатного завода. С 1949 по 1952 год Мехтиев вновь занимал должность секретаря Бакинского комитета АКП(б). В 1954—1962 годах был директором Азербайджанского государственного нефтепроектного института.
В 1950 году Эйюб Хабиб оглы Мехтиев за коренную реконструкцию глубоконасосного метода добычи нефти был удостоен Сталинской премии. В 1960 году ему было присвоено звание «Заслуженный инженер Азербайджанской ССР».
В период с 1962 по 1970 год был заместителем директора Азербайджанского государственного научно-исследовательского и проектного института нефтяной промышленности (АЗНИПИНЕФТЬ) по научным вопросам. С 1970 года продолжал работать в этом институте в качестве старшего научного сотрудника.
Научные труды Мехтиева посвящены в основном исследованиям техники и технологии бурения нефтяных и газовых скважин. Он внёс значительный вклад в создание и развитие методологической и теоретической базы технологий, связанных с использованием пенных и газожидкостных систем при вскрытии продуктивных пластов, а также технологий бурения винтовыми забойными двигателями. 1972 году Эйюб Мехтиев получил степень доктора технических наук. В 1974 году ему было присвоено звание «Почётный нефтяник СССР». Также он был депутатом Верховного Совета Азербайджанской ССР 3-го созыва. Награждён двумя орденами и медалями.

## Награды и премии
- Орден Трудового Красного Знамени (06.02.1942) — «за образцовое выполнение заданий Правительства по увеличению добычи нефти, производству оборонных нефтепродуктов и боеприпасов»[6]
- Орден Красной Звезды (31.03.1945) — «за успешное выполнение задания Государственного Комитета Обороны по сбору, переработке и обеспечению металлургических заводов металлическим ломом»[7]
- Сталинская премия (1950) — «за коренную реконструкцию глубоконасосного метода добычи нефти»[1]

Страницы указа о награждении Эйюба Мехтиева Орденом Трудового Красного Знамени
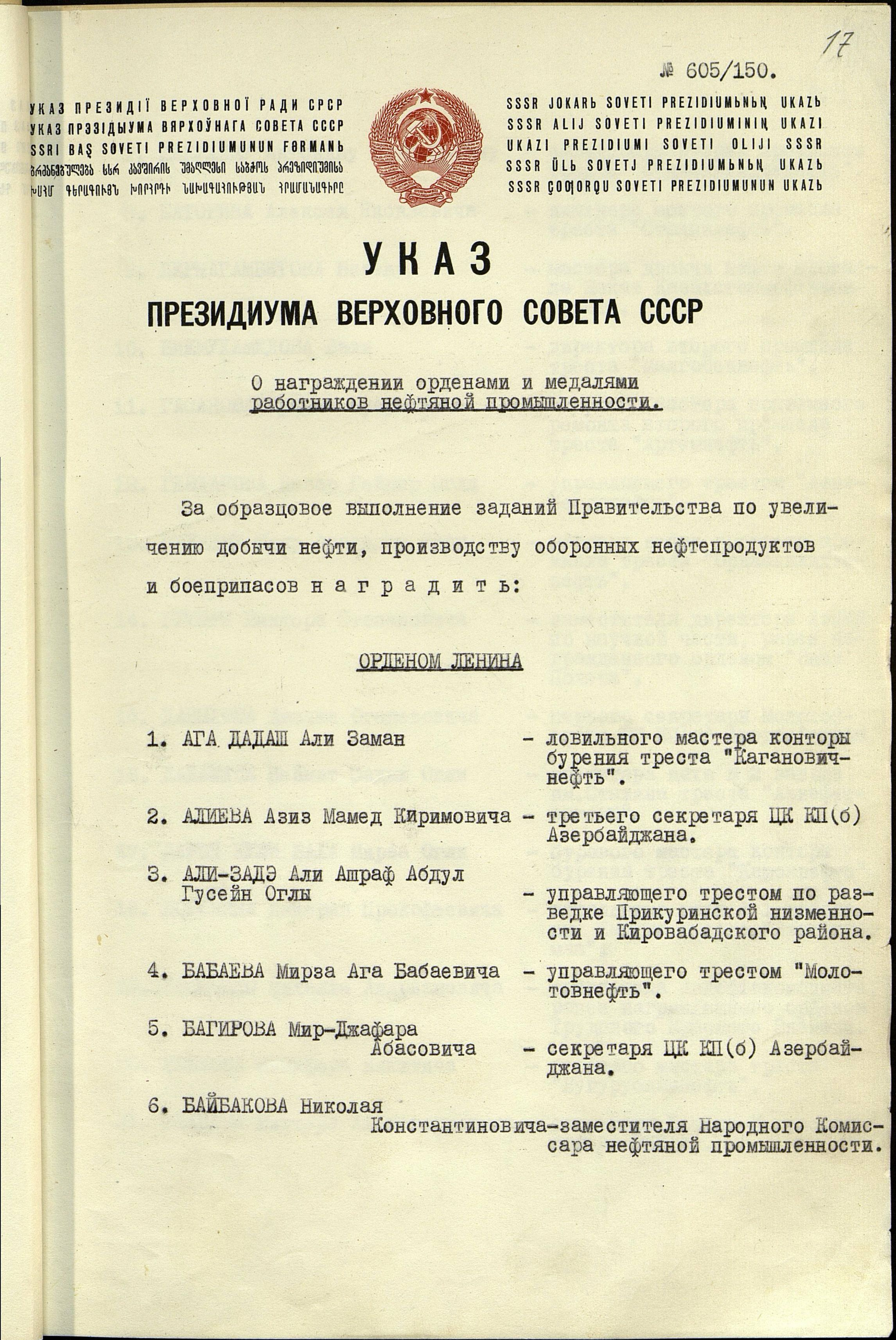
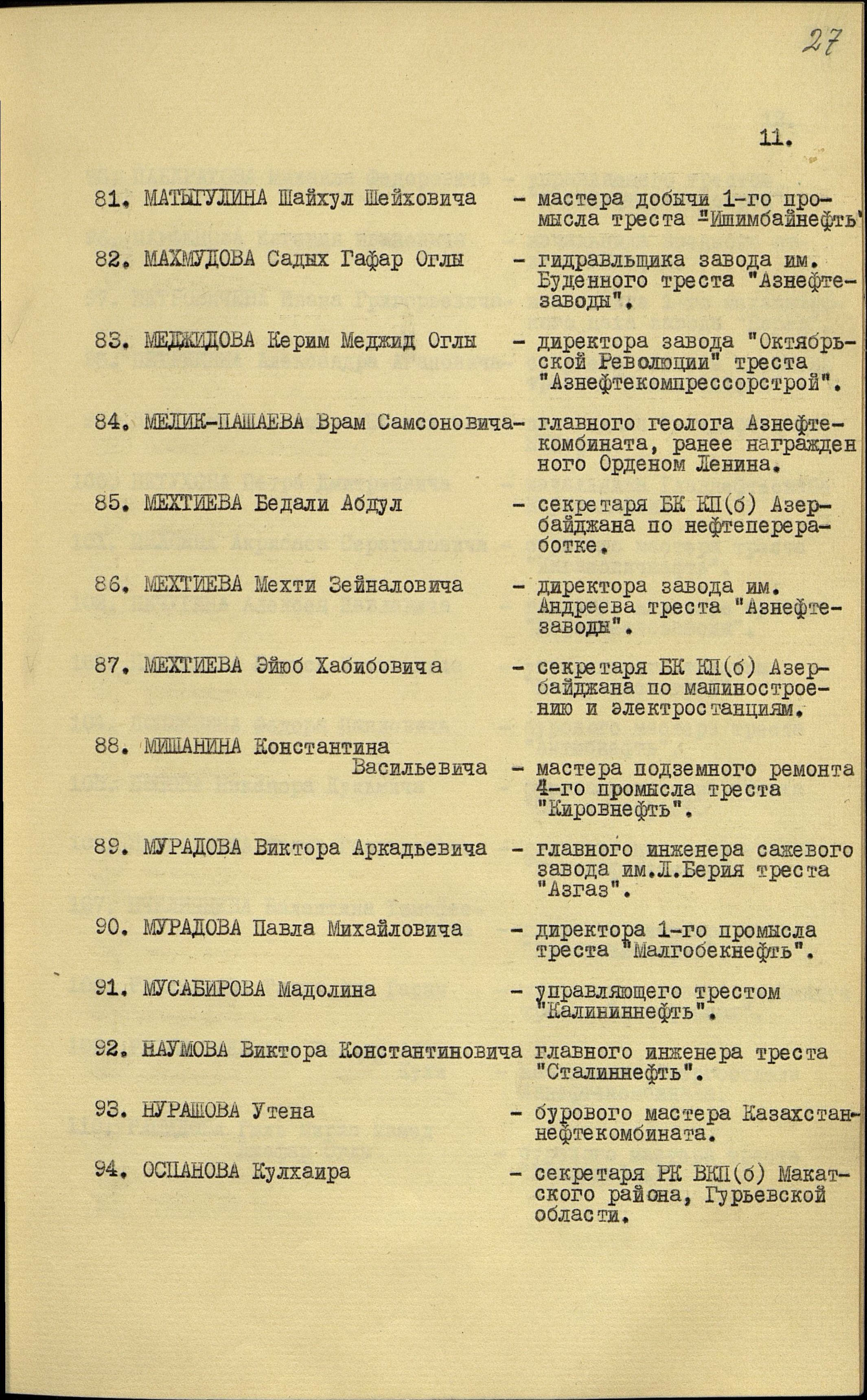

Страницы указа о награждении Эйюба Мехтиева Орденом Красной Звезды
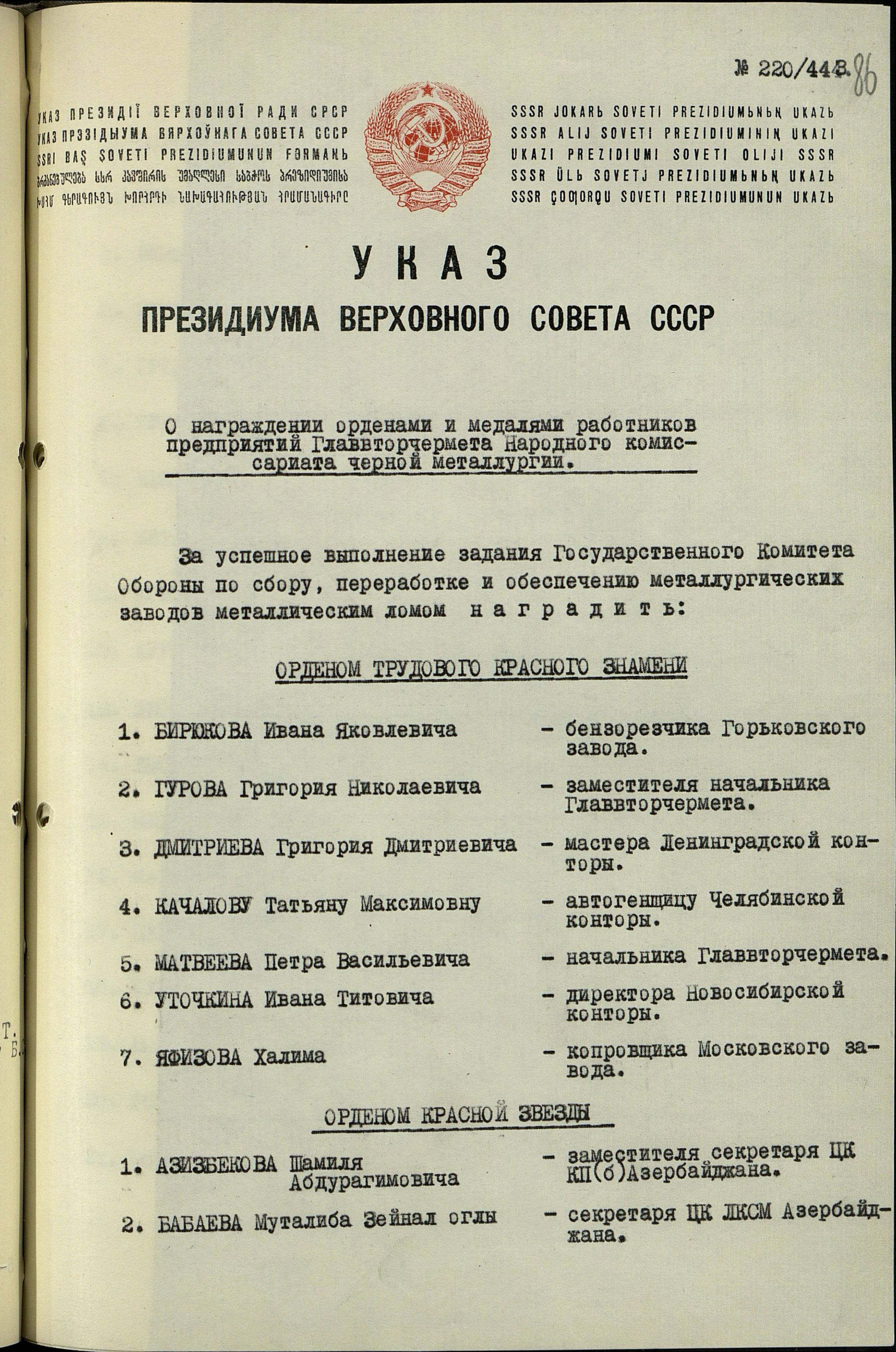
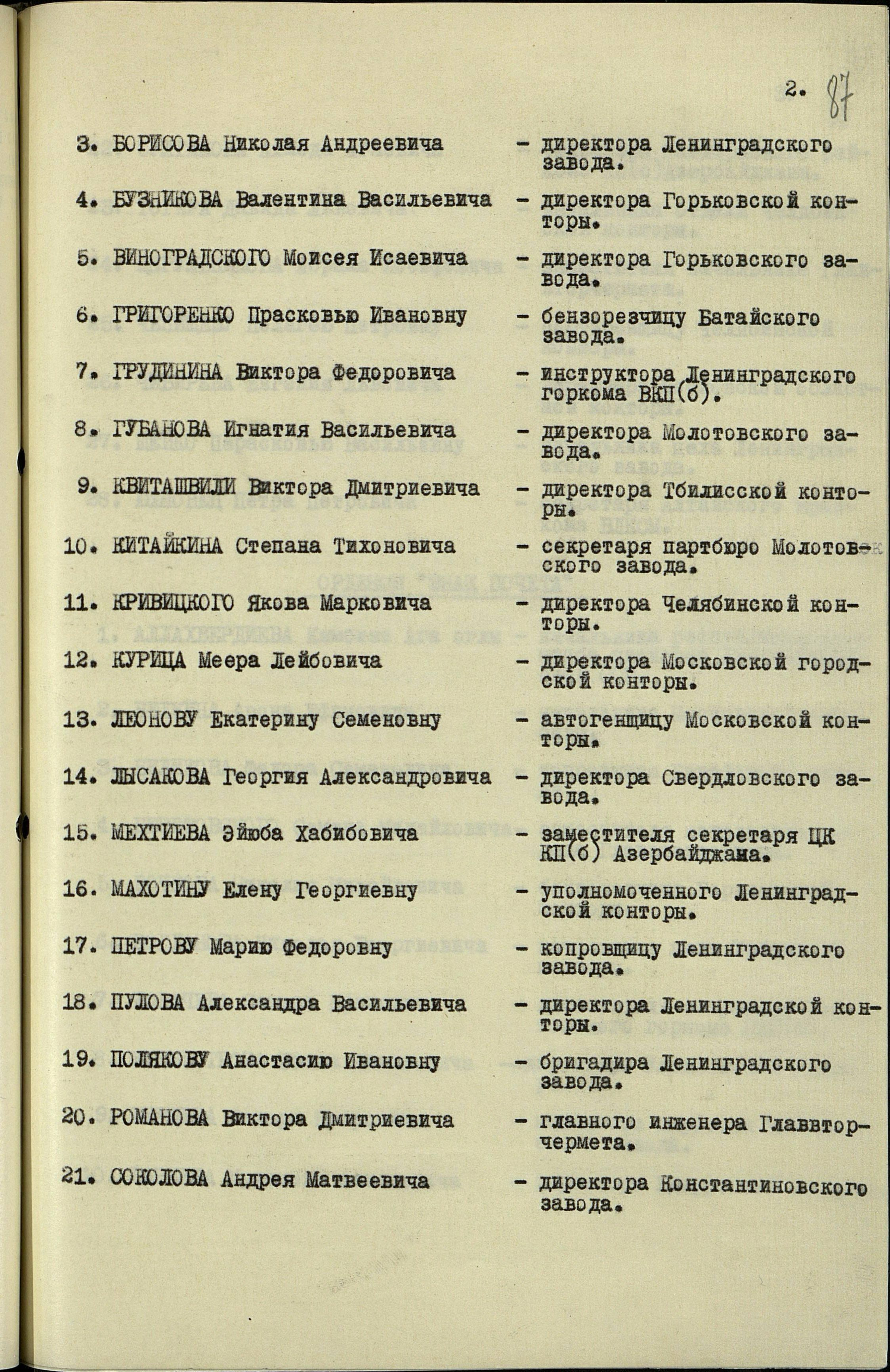

## Научные работы и публикации
Книги
- Бурение скважин с oчисткoй забoя аэрирoванными жидкостями. — М.: Недра, 1980..

Статьи
- Бурение [нефтяных скважин] под давлением // Горное машиностроение. — 1939. — № 6. — С. 23—25.
- Герметическое бурение // Нефтяное хозяйство. — М., 1939. — № 10—11. — С. 8—10.
- О герметизации устья скважины в процессе бурения // Нефтяник. — М.: Недра, 1958. — Т. 3. — С. 8—11.
- Бурение промышленной скважины с применением аэрированного глинистого раствора // Азербайджанское нефтяное хозяйство. — 1963. — № 8. — С. 18—19. (совместно с Ю. А. Сафаровым)
- О механической регулировке давления на забое скважины в процессе бурения // Азербайджанское нефтяное хозяйство. — 1964. — № 11. — С. 21—22.
- Оборудование для бурения нефтяных и газовых скважин с применением аэрированной жидкости // Машины и нефтяное оборудование. — 1965. — № 8. — С. 5—7.
- К вопросу определения гидростатического давления столба разгазированной и аэрированной промывочной жидкости на забой скважины // Азербайджанское нефтяное хозяйство. — 1965. — № 12. — С. 7—9.
- Об определении гидродинамического давления аэрированной промывочной жидкости на забой скважины // Азербайджанское нефтяное хозяйство. — 1966. — № 11. — С. 20—22.
- Номограмма для определения степени аэрации промывочной жидкости // Бурение. — 1967. — № 2. — С. 20—22.
- Утяжеленные бурильные трубы со спиральными канавками на втулках // Труды Азербайджанского научно-исследовательского института по бурению нефтяных и газовых скважин. — 1967. — Вып. 9. — С. 120—125. (совместно с М. А. Гусейновым, А. Е. Сарояном, Н. М. Шерстневым)
- Опыт применения УБТ фасонного сечения с целью предотвращения прихвата // Азербайджанское нефтяное хозяйство. — 1969. — № 8. — С. 14—16. (совместно с П. Г. Назаровым, Б. А. Ахундовым и др.)
- Изменение коэффициента гидравлического сопротивления при движении аэрированной жидкости // Нефтяное хозяйство. — 1969. — № 3. — С. 17—19. (совместно с Б. И. Есьман, Н. В. Никаноровым, В. П. Блудовым, В. Г. Думчевым)
- Исследование упругих свойств резины, применяемой в буровых скважинах // Азербайджанское нефтяное хозяйство. — 1970. — № 7. — С. 16—17. (совместно с М. А. Абдулаевым, З. Ш. Гаджиевым и др.)
- Деаэрация промывочного раствора и расчет деаэратора отражательного типа // Бурение глубок. скважин в осложнен. условиях. — М.: Недра, 1971. — С. 162—167.
- Универсальный вращающийся превентор // Машины и нефтяное оборудование. — 1976. — № 10. — С. 8—11. (совместно с Ш. М. Алиевым, В. А. Романихиным)
- Состояние проведения аварийных работ в объединенин «Азнефть» за период 1976 — 1978 гг. и пути их сокращения // Тематический сборник научных трудов Азербайджанского научно-исследоательского и проектного институт нефтяной промышленности. — 1980. — Вып. 51. — С. 52—56. (совместно с Н. Г. Сафаровым, Н. М. Алиевым и др.)
- Опыт применения универсального вращающегося превентора УВП-230х210 // Нефтяное хозяйство. — 1982. — № 4. — С. 75—77. (совместно с Н. А. Раджабовым, В. А. Романихиным, Г. Ф. Яковлевым)

Патенты
- Качалка для длинноходных глубинных насосов (1936)[9]
- Устройство для герметического вращательного бурения (1937)[10]
- Станок-качалка с длинным ходом (1947)[11]
- Превентор-пробка (1960; совместно с 3. Л. Шапиро)[12]
- Агрегат для подачи утяжелителя в раствор (1961; совместно с 3. М. Лурье, Х. М. Мамедовым, Б. Л. Айзенбергом, А. Ф. Рустамбековым, Л. И. Балаяном, С. К. Караевым, П. С. Алтуховым и Р. Л. Штунгом)[13]
- Устройство, герметизирующее устье буровой скважины (1962)[14]
- Прибор для механических испытаний горных пород в условиях высокого давления (1962; совместно с Ф. Г. Хайме и М. Д. Фаталиевым)[15]
- Приспособление для воздушного охлаждения механических тормозов лебедок (1965; совместно с Я. А. Грузиновым и Г. М. Шахмалиевым)[16]
- Электропривод роторного стола (1967; совмествно с Ф. М. Ахундовым)[17]
- Механический ясс (1967; совместно с М.-Д. С. Касум-Заде, М. К. Сеид-Рза, М. М. Гусейн-Заде и Н. Н. Зейналовым)[18]
- Обратный клапан для бурильных труб (1979; совместно с Э. Л. Ханферяном, А. Я. Мамедовым, М. А. Гусейновым)[19].

Схемы изобретений Эйюба Мехтиева
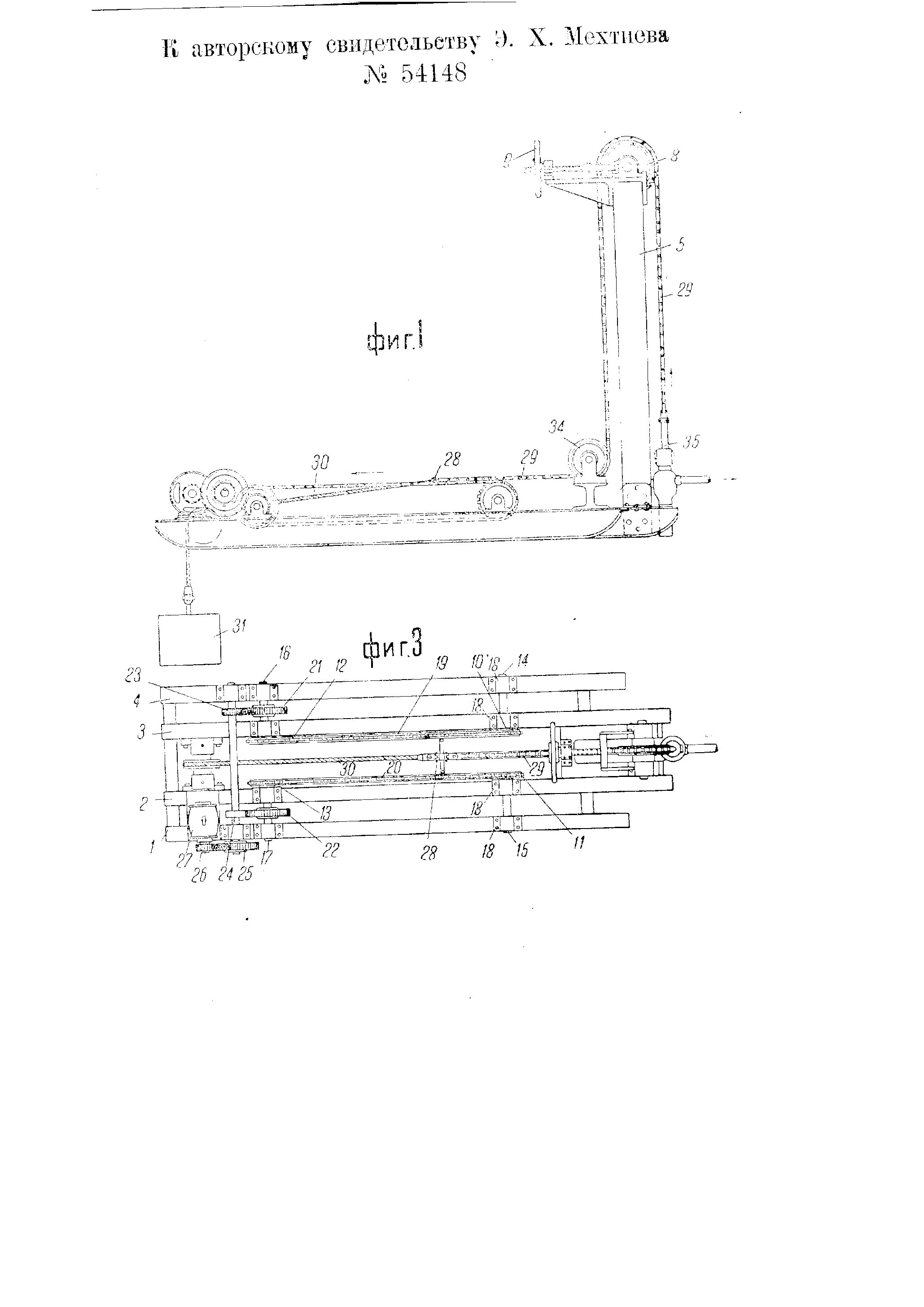
Качалка для длинноходных глубинных насосов
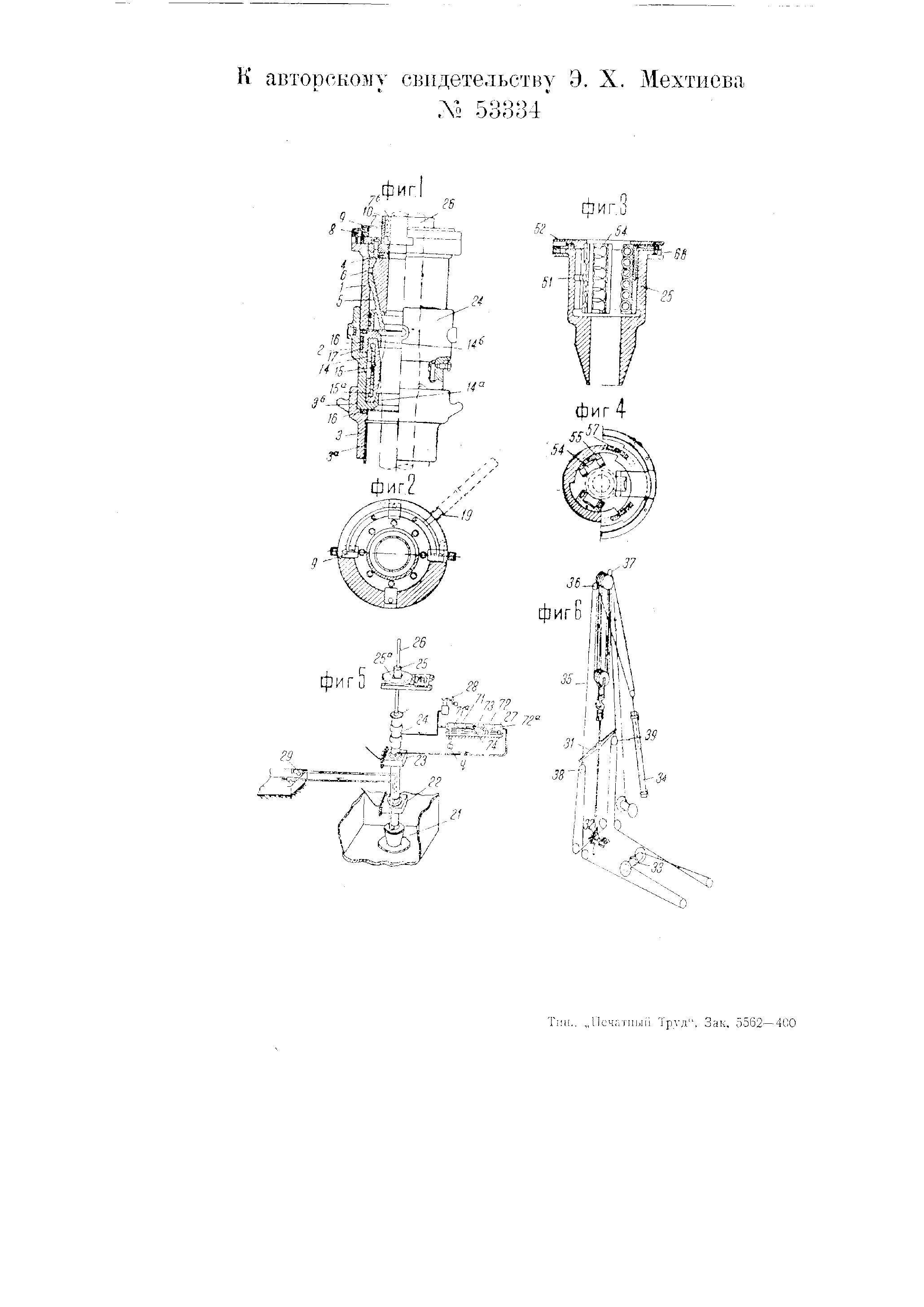
Устройство для герметического вращательного бурения
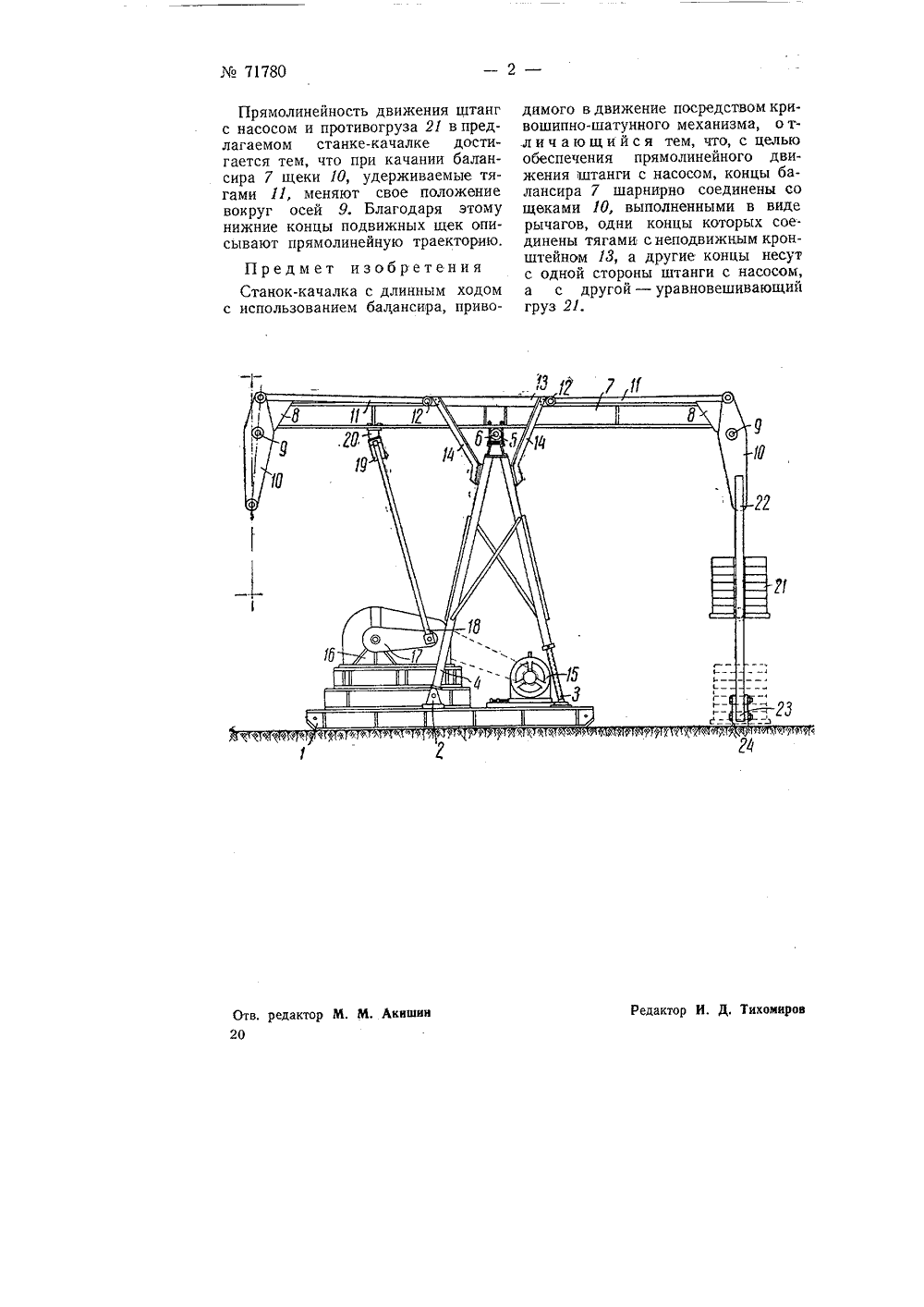
Станок-качалка с длинным ходом
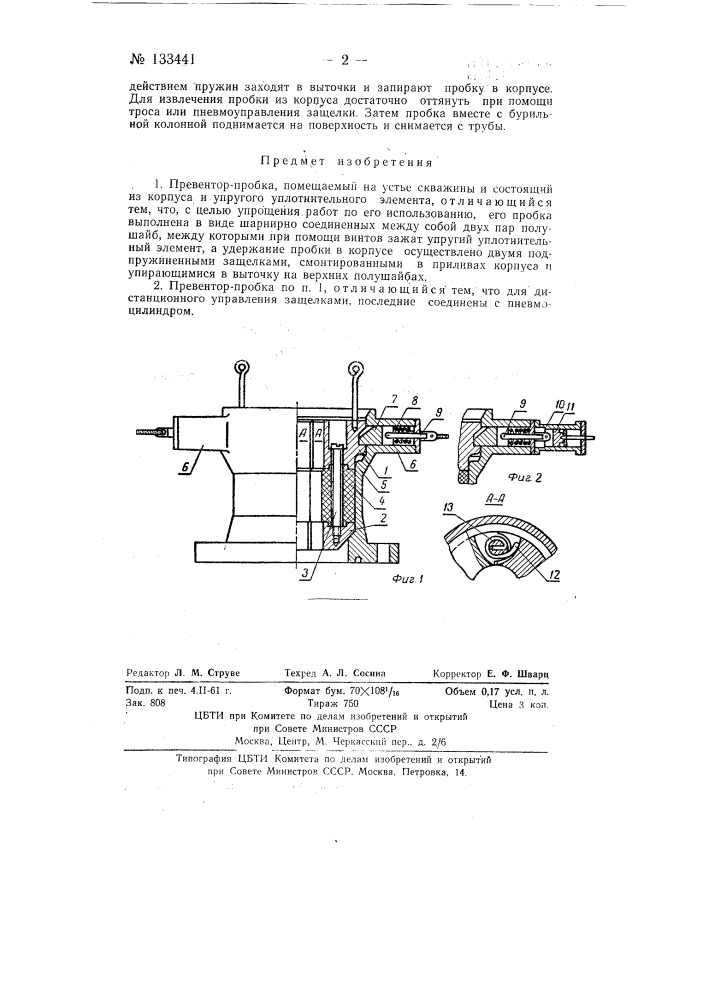
Превентор-пробка
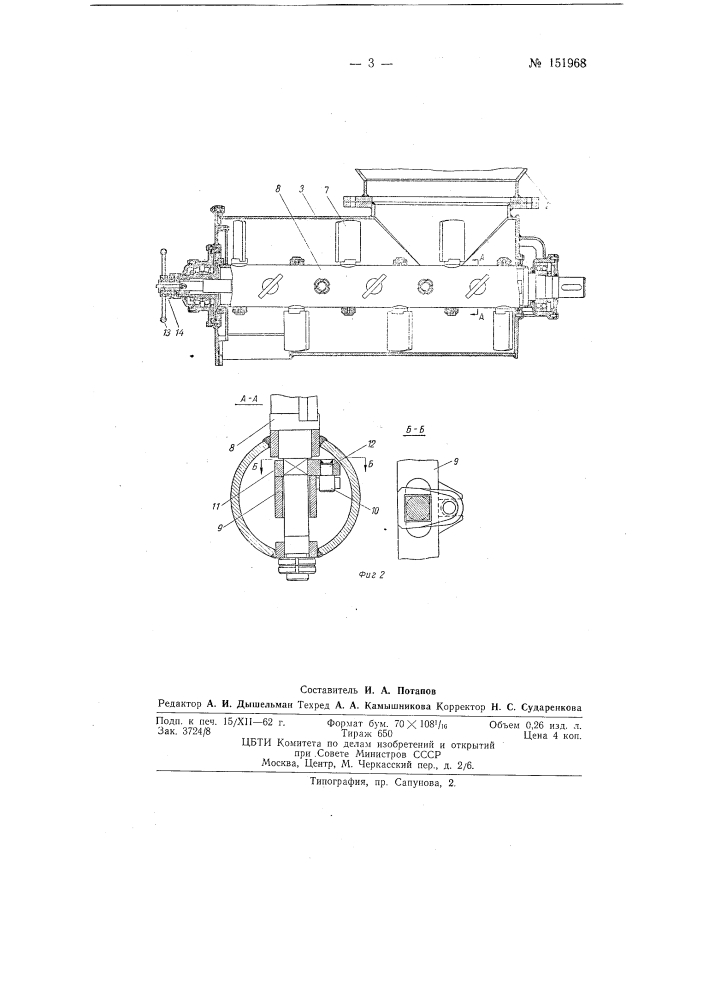
Агрегат для подачи утяжелителя в раствор
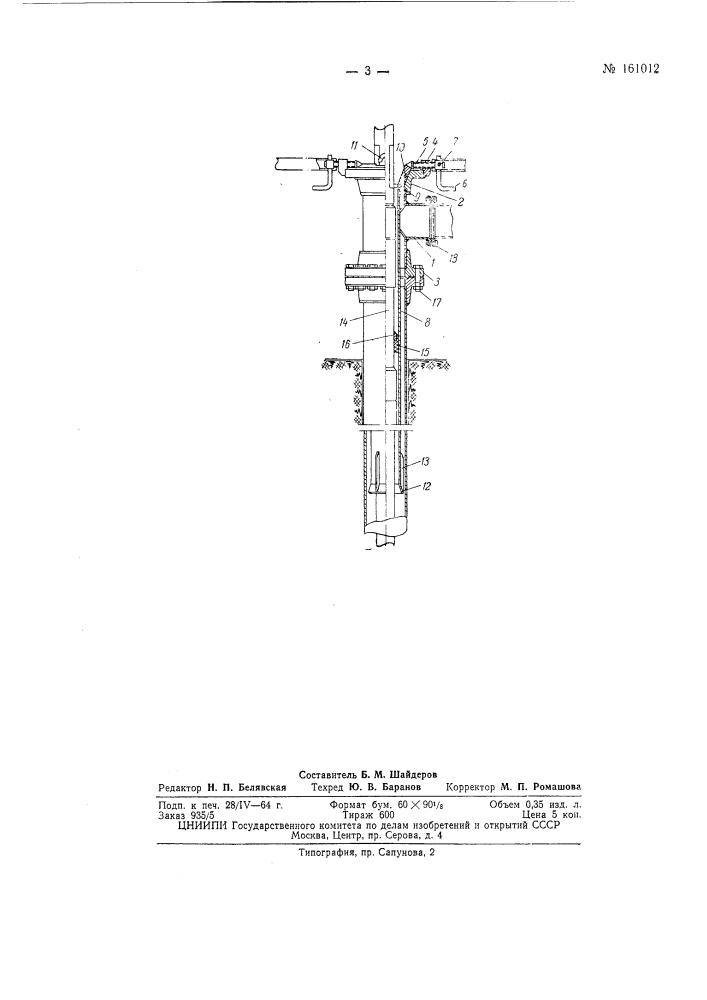
Устройство, герметизирующее устье буровой скважины
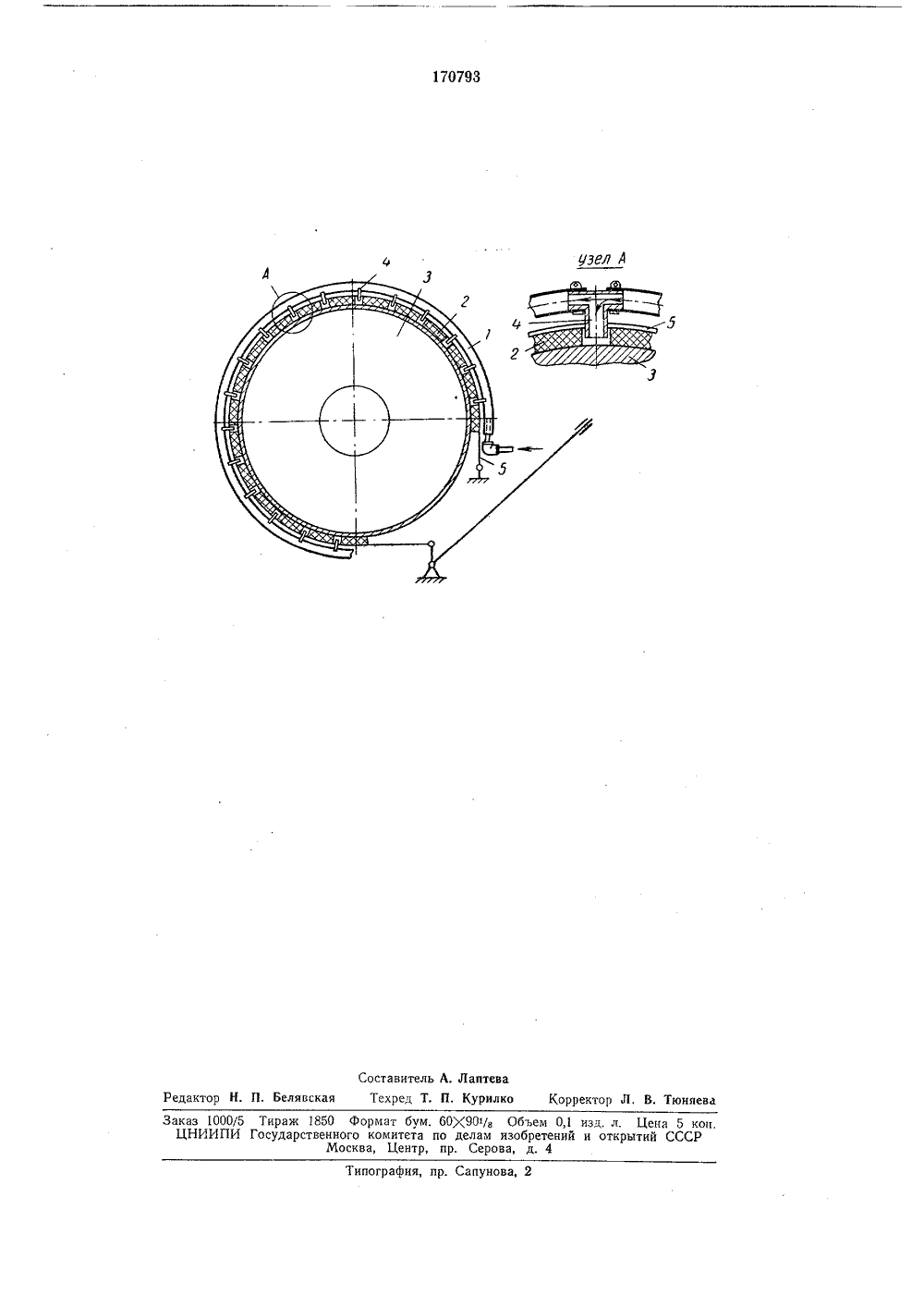
Приспособление для воздушного охлаждения механических тормозов лебедок
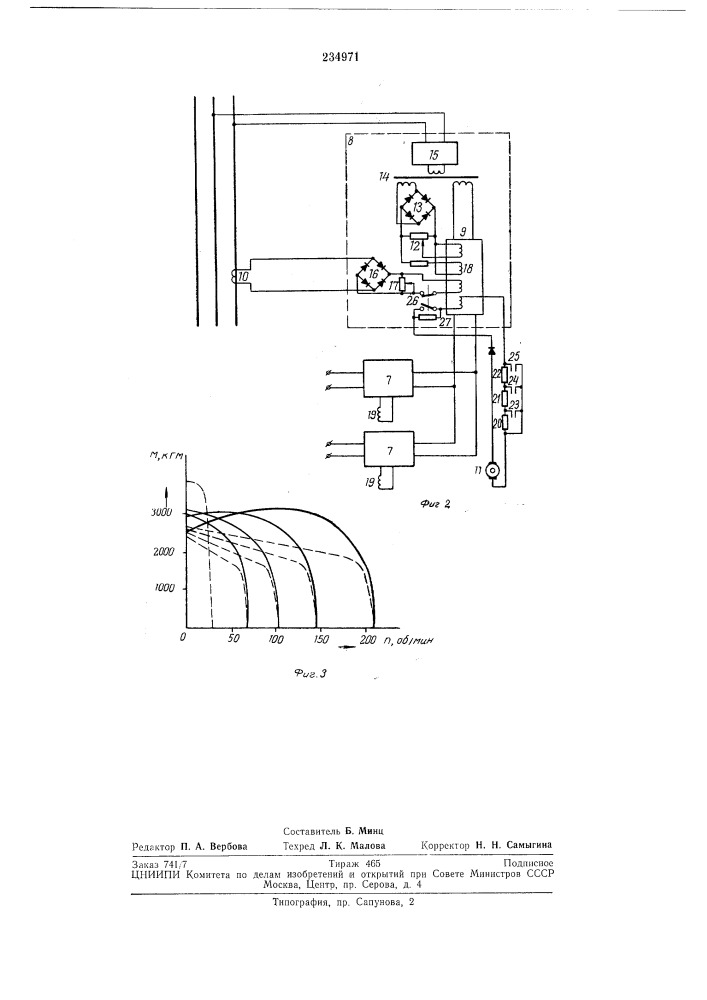
Электропривод роторного стола
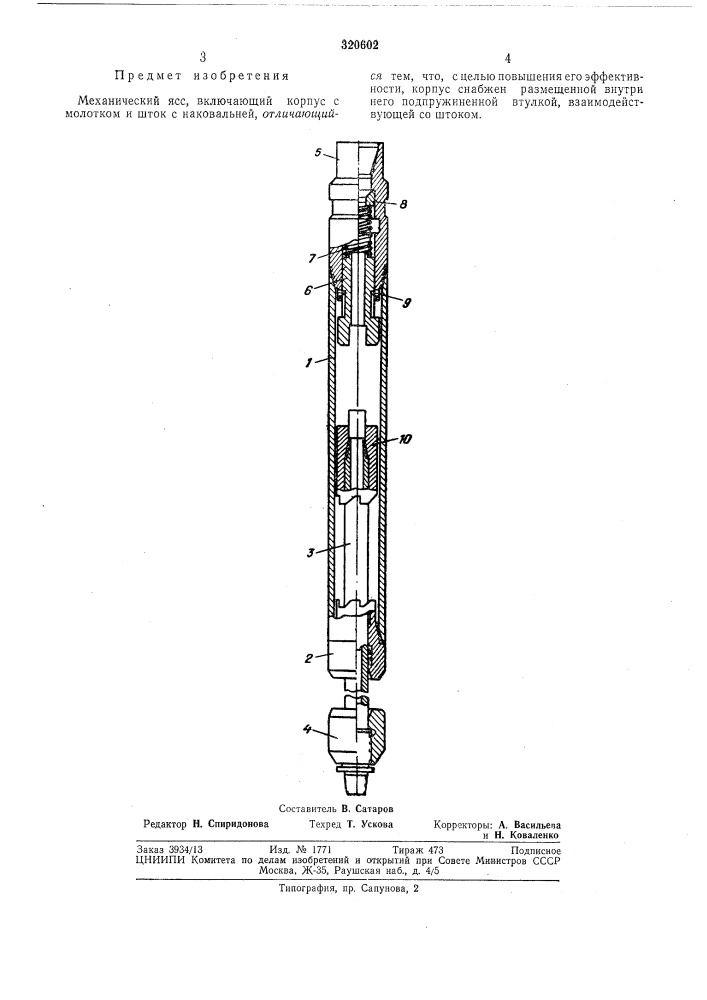
Механический ясс
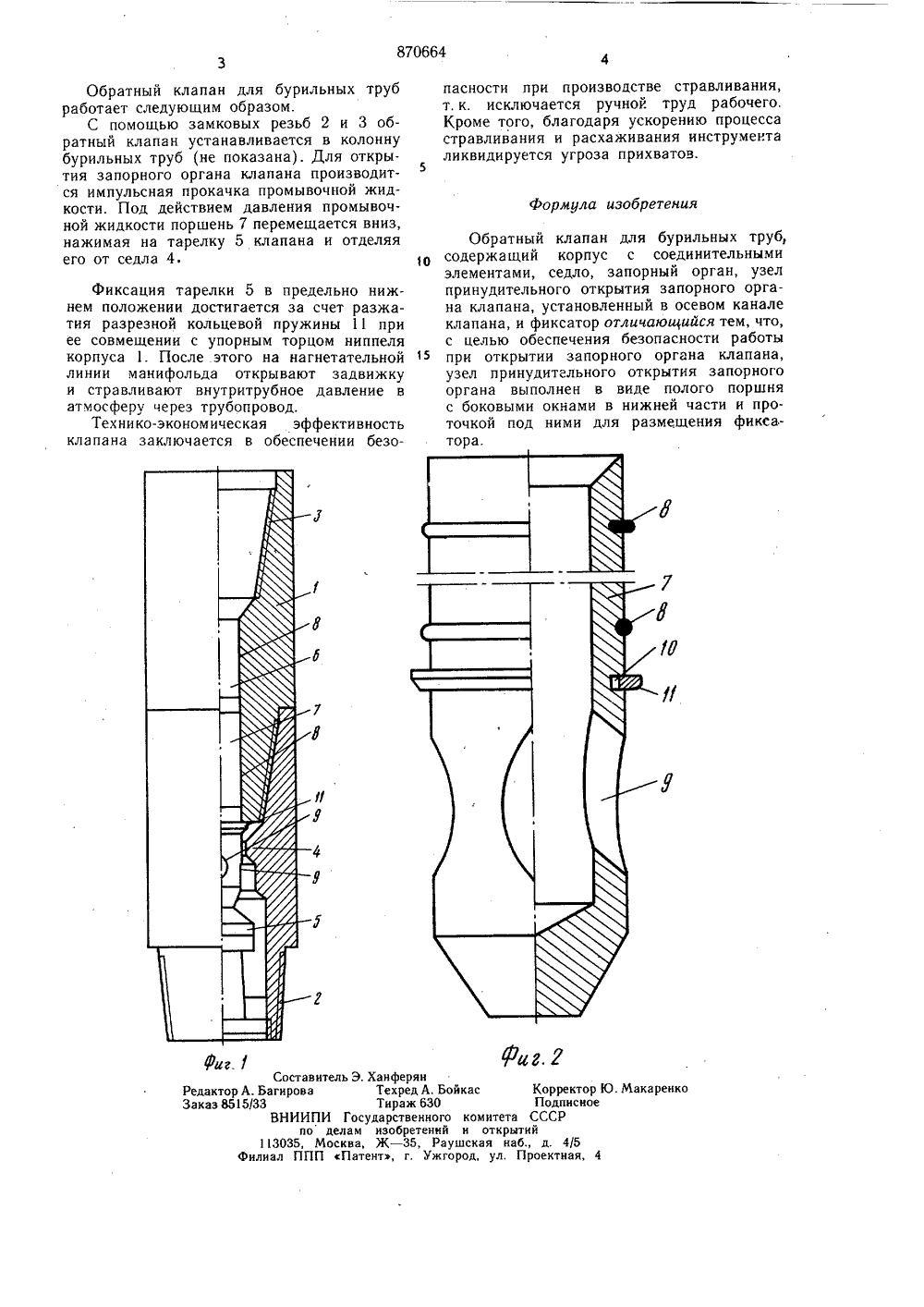
Обратный клапан для бурильных труб